# Giulio Carlini

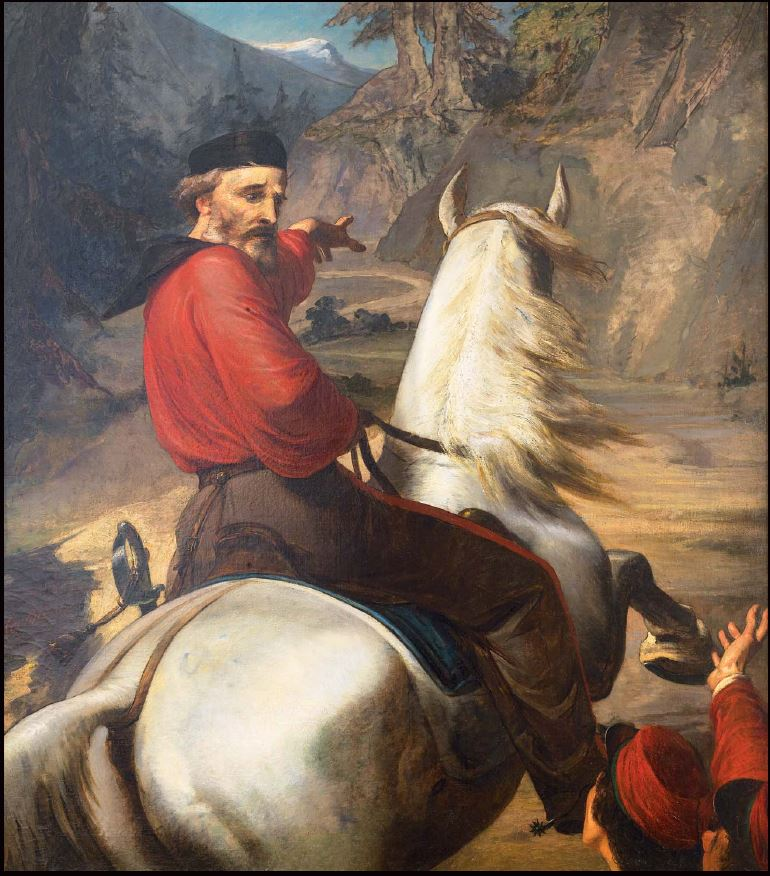
Garibaldi durante la campagna del Trentino

Giulio Carlini (Venezia, 12 agosto 1826 – Venezia, 21 ottobre 1887) è stato un pittore e fotografo italiano.

## Biografia
Famoso ritrattista, espose a Vienna e Monaco, oltre che in varie città italiane. Amava rappresentare soggetti veneziani e il suo Aristide è ancora oggi esposto al Museo d'Arte Moderna di Ca' Pesaro.
Grazie ad un recente restauro, è stata rinvenuta la sua firma su di una tela raffigurante Napoleone III che era catalogata come anonima. L'ultima lettera della data apposta sul quadro non è chiara, forse è "1867", oppure  "1863" o "1865".
Carlini dedicò la sua abilità di ritrattista alla figura di Napoleone III anche nel ritratto L'imperatore Napoleone III a cavallo, celebrandone il contributo alla riunificazione dell'Italia e la dichiarata volontà di vedere Venezia liberata dal dominio dell'impero austro-ungarico.
Qualche anno dopo realizzò i disegni di Palazzo Barbarigo (prima storica sede della Pauly & C. - Compagnia Venezia Murano) ancora oggi visibili attraversando il ponte dell'Accademia verso San Marco.
Fu accademico dell'Accademia delle Belle Arti di Venezia e dell'Accademia Raffaello Sanzio di Urbino.

## Elenco dei musei che espongono opere dell'artista
- Ritratti del Carlini presso Museo della Battaglia di S. Martino. Società Solferino e San Martino, Desenzano del Garda (BS)
- L'ultimo addio a Jacopo Foscari presso Pinacoteca della Fondazione Querini Stampalia, Venezia